# Marthella trinitatis
Marthella trinitatis là một loài thực vật có hoa trong họ Burmanniaceae. Loài này được Friedrich Richard Adelbert Johow mô tả khoa học đầu tiên năm 1889 dưới danh pháp Gymnosiphon trinitatis. Năm 1903, Ignatz Urban chuyển nó sang chi Marthella do ông mới mô tả.